# باریون‌زایی
چرا در جهان قابل مشاهده میزان ماده از پادماده بیشتر است؟
در کیهان‌شناسی فیزیکی، باریون‌زایی اصطلاحی است که به فرایند فرضی فیزیکی گفته می‌شود که با عث برهم‌زدن تقارن (تعادل) میان باریون‌ها و پادباریون‌های تولید شده در لحظات آغازین پیدایش گیتی شد. ماده باریونی که امروز پس از نابودسازی بایونی-پادباریونی به جای مانده است، گیتی را تشکیل داده‌است.
نظریات باریون‌زایی موجود (که مهمترینشان باریون‌زایی الکتروضعیف و باریون‌زایی GUT هستند) از نظریه میدان کوانتومی و فیزیک آماری بهره می‌برند تا مکانیزمهای ممکن را توصیف کنند. تفاوت میان نظریه‌های باریون‌زایی در توصیف برهم‌کنش میان ذرات بنیادی است.
مرحله پس از باریون‌زایی، هسته‌زایی مه‌بانگ است که بسیار بیشتر شناخته‌شده است و در طی آن هسته‌های اتمی سبک شروع به شکل‌گیری نمود.

## پیش‌زمینه
معادلات دیراک که در سال ۱۹۲۸ به عنوان بخشی از مکانیک کوانتومی نسبیتی، توسط پل دیراک فرمولبندی شد، وجود پادذرات (ضد ذرات) را در تقابل با ذرات متناظرشان پیش‌بینی می‌کند. پس از آن مشاهدات تجربی تایید کردند که به ازای هر نوع ذره‌ای یک پادذره متناظر وجود دارد. نظریه سی‌پی‌تی تضمین می‌کند که ذره و ضد ذره جرم و طول زندگی دقیقاً یکسان و بار الکتریکی دقیقاً یک‌اندازه و مخالف هم داشته باشند. در نتیجه این که امروزه میزان ماده و پادماده(ضدماده) در گیتی با هم برابر نیستند، تعجب‌برانگیز است و در واقع هیچ‌گونه شواهد تجربی مبنی بر وجود توده‌ای از پادماده در جایی از جهان قابل مشاهده به دست نیامده‌است.
برای توجیه اختلاف پیش‌بینی این نظریه‌ها با واقعیت، دو تفسیر مختلف وجود دارد : اول اینکه گیتی از آغاز ماده را ترجیح می‌داده‌است و با برتری اندک ماده آغاز گشته‌است ( یعنی عدد باریونی کل گیتی صفر نیست) یا اینکه گیتی در آغاز کاملاً متقارن بوده‌است اما با گذر زمان، گروهی از پدیده‌ها موجب بر هم زدن تعادل به نفع ماده شده‌است. عموماً این دیدگاه دوم به دیدگاه نخست ترجیح داده می‌شود، هرچند که هیچ شواهد تجربی مشخصی مبنی بر درست بودن هیچ یک وجود ندارد.

## شرایط ساخاروف
در سال ۱۹۶۷، آندره ساخاروف مجموعه‌ای از سه شرط لازم را پیشنهاد داد
که باید در مورد یک برهمکنش باریون‌زا صادق باشد تا ماده و ضدماده بتوانند با نرخهای متفاوتی تولید شوند. ایده مطرح کردن این شرایط برآمده از کشفهای اخیر تابش زمینه کیهانی
و نقض سی‌پی در سامانه خنثای کائون بود.
سه شرط ضروری ساخاروف عبارتند از:
- نقض عدد باریونی B
- نقض تقارن سی و تقارن سی‌پی
- برهمکنشهای خارج از تعادل گرمایی

مسلماً نقض عدد باریونی برای اینکه تعداد بیشتری باریون نسبت به پادباریون تشکیل شود، ضروری است. اما تقارن سی هم باید نقض شود تا اثر واکنشهایی که میزان بیشتری از باریون نسبت به پادباریون تولید می‌کنند، توسط واکنشهای متقابلی که مقدار کمتری باریون نسبت به پادباریون تولید می‌کنند، خنثی نشود.
به شکل مشابهی، نقض تقارن سی‌پی نیز مورد نیاز است زیرا در غیر این‌صورت تعداد باریونهای چپ‌دست و پادباریون‌های راست‌دست تولید شده برابر خواهند بود و همچنین تعداد باریون‌های راست دست تولید شده با تعداد پادباریونهای چپ‌دست تولید شده برابر خواهند بود.
و بالاخره اینکه این برهمکنشها باید خارج از تعادل گرمایی واقع شوند، درغیراین‌صورت، تقارن سی‌پی‌تی همواره تعادل را میان واکنشهایی که عدد باریونی را افزایش می‌دهند و آنها که عدد باریونی را کاهش می‌دهن، برقرار می‌کند.
تاکنون هیچ برهمکنشی میان ذرات مورد مشاهده تجربی قرارنگرفته که در آن پایستگی عدد باریونی توسط اغتشاش نقض شده باشد و این‌گونه به نظر می‌رسد که قبل و بعد از تمام واکنشهای مشاهده‌شده ذرات عدد باریونی ثابت است.
شرط دوم-نقض تقارن سی‌پی- در سال ۱۹۶۴ کشف شد(نقض مستقیم تقارن سی‌پی بعدها در سال ۱۹۹۱ در یک فرایند واپاشی کشف شد). به دلیل تقارن سی‌پی‌تی، نقض تقارن سی‌پی نیازمند نقض تقارن معکوس‌پذیری زمانی یا تقارن تی است.
در سناریوی واپاشی خارج از تعادل گرمایی،
آخرین شرط بیان می‌کند که سرعت واکنشی که عدم تقارن باریونی تولید می‌کند باید از سرعت انبساط جهان کمتر باشد. در چنین شرایطی، درات و پادذرات متقابل آنها به دلیل سرعت انبساط به تعادل گرمایی نمی‌رسند و وقوع جفت-نابودسازی کاهش می‌یابد